# Dolichoderus sulcaticeps
Dolichoderus sulcaticeps is een mierensoort uit de onderfamilie van de Dolichoderinae. De wetenschappelijke naam van de soort is voor het eerst geldig gepubliceerd in 1870 door Mayr.